# Neoseiulus dodonaeae
Neoseiulus dodonaeae är en spindeldjursart som först beskrevs av Schicha 1980.  Neoseiulus dodonaeae ingår i släktet Neoseiulus och familjen Phytoseiidae. Inga underarter finns listade i Catalogue of Life.